# Ipoides minor
Ipoides minor är en insektsart som beskrevs av Evans 1966. Ipoides minor ingår i släktet Ipoides och familjen dvärgstritar. Inga underarter finns listade i Catalogue of Life.